# Hentern
Hentern è un comune di 389 abitanti della Renania-Palatinato, in Germania.
Appartiene al circondario (Landkreis) di Treviri-Saarburg (targa TR) ed è parte della comunità amministrativa (Verbandsgemeinde) di Kell am See.